# José Barreras
José Antonio Barreras Blanco (1964) es periodista y psicólogo cubano-venezolano exalcalde del Municipio Palavecino del estado Lara.

## Biografía
Nacido en Cabaiguán, Cuba, en el año 1987 emigra en balsa desde la isla caribeña hacia Venezuela. A pesar de no poseer estudios como comunicador social, desarrolla su vida profesional dentro del periodismo.
Inicia su carrera periodística como corresponsal de El Observador por el estado Mérida en 1994, pasando posteriormente en 1996 a la corresponsalía del estado Lara.
En 1998 es contratado como reportero por la pequeña estación televisiva regional Promar Televisión, donde desde el año 2001 condujo el programa matutino de opinión Sin Barreras.

## Vida política
En el año 2012 decide postularse como precandidato a las elecciones primarias para la elección del candidato por la MUD, resultando vencedor a pesar de algunas acusaciones por parte de sus contrincantes. Luego, en las elecciones municipales de diciembre de 2013 obtiene una amplia victoria; logrando así llegar a la Alcaldía del Municipio Palavecino.
Se presenta como candidato a la reelección en el año 2017, mas resulta derrotado por Mirna Víes del PSUV. 